# جوزيف دبليو. فيشر
جوزيف دبليو. فيشر (بالإنجليزية: Joseph W. Fisher) هو محامي وضابط وسياسي أمريكي، ولد في 16 أكتوبر 1814، وتوفي في 18 أكتوبر 1900 في الولايات المتحدة. انتخب عضو مجلس ولاية بنسيلفانيا وانتخب عضو مجلس نواب بنسيلفانيا.